# Коломби-сюр-Тан
Коломби́-сюр-Тан (фр. Colomby-sur-Thaon) — коммуна во Франции, находится в регионе Нижняя Нормандия. Департамент коммуны — Кальвадос. Входит в состав кантона Крёлли. Округ коммуны — Кан.
Код INSEE коммуны — 14170.

## Население
Население коммуны на 2010 год составляло 388 человек.
| 1962 | 1968 | 1975 | 1982 | 1990 | 1999 | 2010 |
| ---- | ---- | ---- | ---- | ---- | ---- | ---- |
| 144  | 139  | 230  | 305  | 318  | 347  | 388  |

## Экономика
В 2010 году среди 250 человек трудоспособного возраста (15—64 лет) 153 были экономически активными, 97 — неактивными (показатель активности — 61,2 %, в 1999 году было 67,1 %). Из 153 активных жителей работали 142 человека (75 мужчин и 67 женщин), безработных было 11 (3 мужчин и 8 женщин). Среди 97 неактивных 38 человек были учениками или студентами, 48 — пенсионерами, 11 были неактивными по другим причинам.